# ネット配信

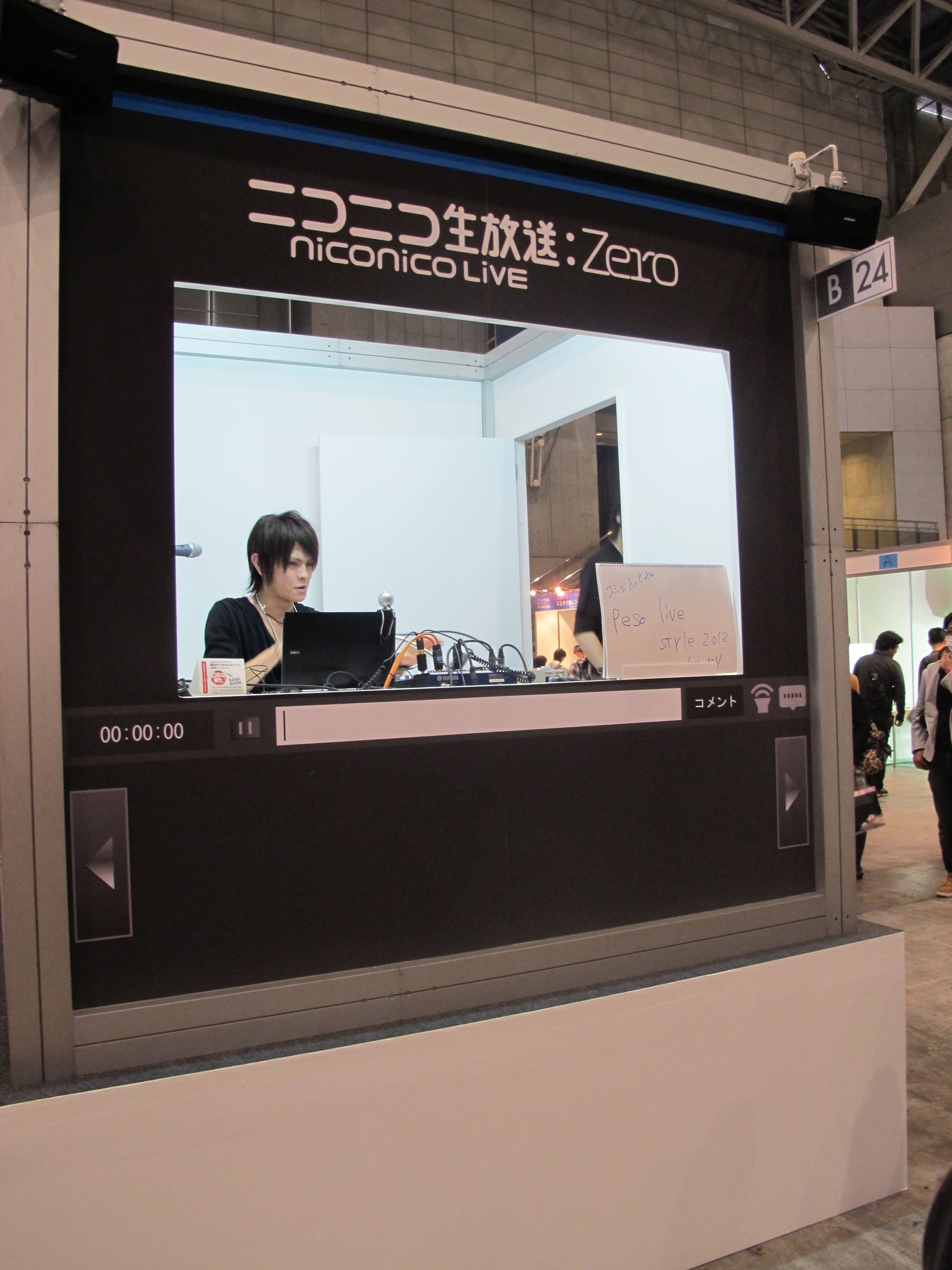
ニコニコ超会議2012のニコニコ生放送:Zero 超ユーザー生放送ブース

ネット配信（ネットはいしん）とは、広域ネットワーク（インターネットなど）を経由してデータを求めるユーザーの元に送信するサービスをいう。ストリーミング配信、WEB配信、オンライン配信、デジタル配信、ウェブキャスト（英語:Webcast）、ウェブキャスティング（英語:Webcasting）などとも言われる。
マルチメディア関連のコンテンツのデジタル化が急速に進んだうえ、ネットワーク通信・メディア再生ともに機器の性能やインフラの整備が格段に向上したことから、高音質・高画質の映像（動画）や音楽などの音声コンテンツデータをネットワークを通じて配信することが可能になった。こうした流れの中で、ネットを通じた映画の配信も行われるようになった。また、アニメやドラマの有料配信もされている。映画のネット配信はユーザーにとっては歓迎すべき状況だが、製作者側の立場に立ってみれば課題も多い。課題としてよく挙げられるのが、著作権をどう守っていくかということと、課金システムをどう整備していくか、である。著作権保護の観点からいうと、ユーザビリティを高めつつ違法コピーを防止する技術・法整備など（プライバシーの保護との兼ね合いが難しいが）の確立が急務である。